# Slag bij Hanover Court House
De Slag bij Hanover Court House vond plaats op 27 mei 1862 in Hanover County, Virginia tijdens de Amerikaanse Burgeroorlog. Deze slag maakt deel uit van de Peninsula Campagne en is ook bekend als de Slag bij Slash Church.
Op 27 mei marcheerde eenheden van brigadegeneraal Fitz John Porters V Corps naar het noorden om de rechterflank van George B. McClellans Army of the Potomac te versterken. Porter diende de Zuidelijke eenheden bij Hanover Court House aan te vallen die mogelijk een bedreiging vormden voor de route die gebruikt zou worden om Noordelijke versterkingen te krijgen uit Fredericksburg. De kleinere Zuidelijke eenheid onder kolonel Lawrence O'Bryan Branch werd verslagen bij Peake's Crossing na een verwarrende strijd. De Noordelijke overwinning bleek achteraf onnodig te zijn omdat de versterkingen nooit zouden arriveren. Na de Eerste Slag bij Winchester waren deze troepen nodig om Thomas Jackson te weerstaan.

## Achtergrond
Na de Slag bij Yorktown (1862) trok generaal Joseph E. Johnston zijn 60.000 man sterk leger terug over het schiereiland van Virginia richting Richmond terwijl McClellan hem achtervolgde. De stellingen rond Richmond begonnen aan de James River bij Drewry's Bluff (toneel van de Slag bij Drewry's Bluff en liepen verder in tegenwijzerzin langs de Chickahominy River. De rivier was een natuurlijke barrière tijdens de lente, omdat het al snel buiten zijn oevers trad en het gebied ten oosten van Richmond in moerassen veranderde.
Johnstons soldaten vernietigden de meeste bruggen over de Chickahominy en namen hun posities in de sterke stellingen rond hun hoofdstad. McClellan stelde zijn 105.000 man sterke leger op met als centrum de noordoostelijke sector van de stellingen. Ten eerste vormde de Pamunkey River, die vrijwel parallel liep aan de Chickahominy, een manier om de linkerflank van Johnston te flankeren. Ten tweede verwachtte McClellan versterkingen uit deze richting van Irwin McDowells I Corps. Dus moest hij deze marsroute beschermen tegen de vijand.

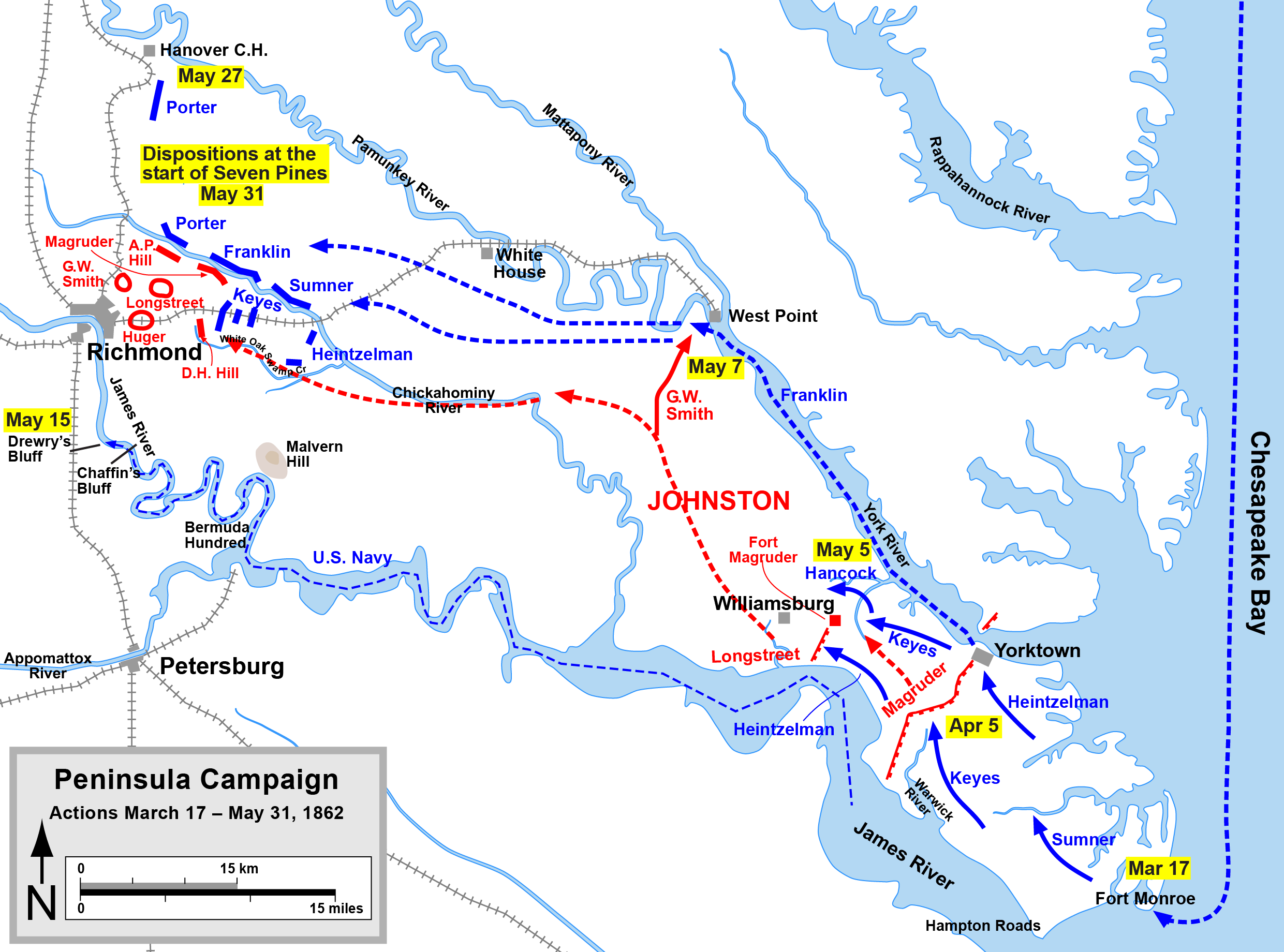
Peninsula Campagne, gebeurtenissen tot aan de Slag bij Seven Pines.

Het Army of the Potomac rukten traag op langs de Pamunkey waar ze bij Eltham's Landing, Cumberland Landing en White House Landing depots opzetten. White house was de plantage van generaal Robert E. Lees zoon W.H.F. "Rooney" Lee en werd ingericht als het hoofdkwartier van McClellan. Via de Richmond and York River spoorweg liet McClellan de zware artillerie overbrengen. Hij manoeuvreerde met de nodige omzichtigheid omdat hij door slechte spionageverslagen dacht dat hij tegenover een veel sterkere vijand stond. Eind mei waren verschillende bruggen over de Chickahominy opnieuw hersteld. Hij stuurde een derde van zijn leger naar de zuidoever van de rivier. De andere twee derde bleven ten noorden van de rivier. (Dit zou nog zijn gevolgen hebben die leidde tot de Slag bij Seven Pines.
Terwijl er schermutselingen uitgevochten werden langs de linies, ving McClellan het gerucht op dat een Zuidelijke strijdmacht van 17.000 manschappen richting Hanover Court House, ten noorden van Mechanicsville, marcheerde. Mocht dit het geval zijn, vormde deze strijdmacht een gevaar voor de marsroute van McDowell. Een Noordelijke cavalerie-eenheid stelde de sterkte van de vijand bij tot ongeveer 6.000. Toch bleef het McClellan zorgen baren. Generaal-majoor Fitz John Porter werd erheen gestuurd met het pas gevormde V Corps om de dreiging aan te pakken.
Op 27 mei om 04.00u vertrok Porter met een samengestelde legermacht van ongeveer 12.000 soldaten. Deze bestond uit de 1st Division van brigadegeneraal George W. Morell, de 3de brigade van George Sykes’s 2nd Division en gedetacheerde cavalerie en artillerie.
De Zuidelijke strijdmacht bestond uit maar 4.000 soldaten onder leiding van kolonel Lawrence O'Bryan Branch. Deze bestond uit de 18th, de 28th en 38th North Carolina Infantry en de 45th Georgia Infantry. Zij waren vanuit Gordonsville vertrokken om de Virginia Central Railroad te beschermen. Ze namen posities in bij Peake’s Crossing op ongeveer 6 km ten zuidwesten van het Courthouse bij Slash Church. Een ander brigade stond opgesteld bij Hanover Junction op ongeveer 16 km ten noorden.

## De slag

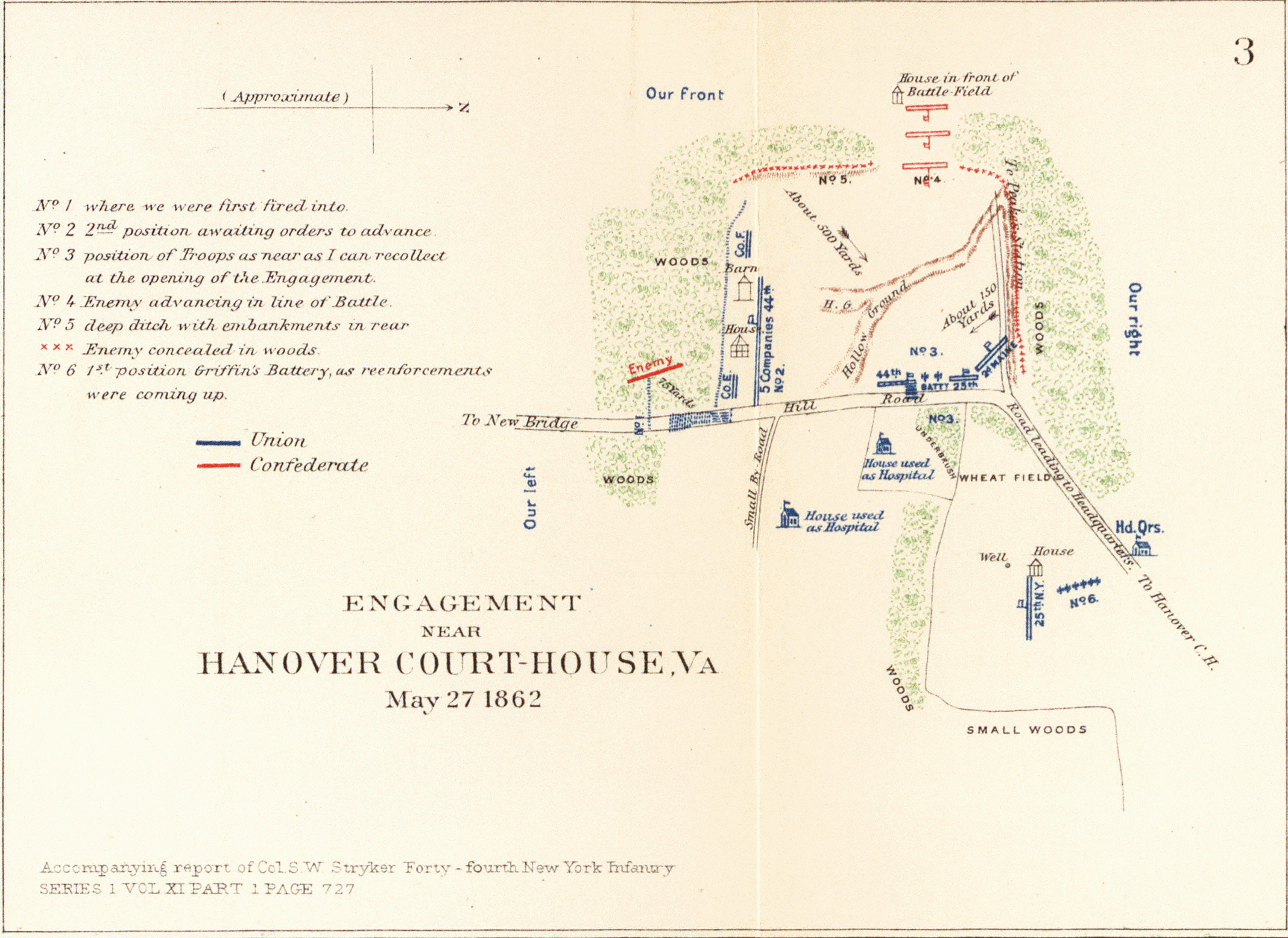
Strijd bij Hanover Court-House, Virginia.

Porters soldaten marcheerden naar Peakes Crossing in de stromende regen. Op 27 mei, rond 12.00u, bereikte zijn voorhoede de 28th North Carolina onder kolonel James H. Lane die bezig was met een verkenning rond de boerderij van Dr. Thomas H. Kinney.
De Zuidelijken werden teruggedreven na een korte schermutseling met de 25th New York Infantry en de 1st U.S Sharpshooters. Porter zette de opmars verder. De 2nd Maine, de 44th New York en de 25th New York bleven achter om de New Bridge en het kruispunt van Hanover Court House Roads te bewaken. Dit stelde zijn achterhoede bloot aan een eventuele aanval van Branchs eenheid waarvan Porter dacht dat hij zich bij Hanover Court House zelf bevond.
Branch ging ook van de verkeerde veronderstelling uit dat Porters strijdmacht kleiner was dan het in werkelijkheid was. Daarom viel hij Porter aan. Kolonel Charles C. Lee leidde zijn regiment, 37th North Carolina, samen met de 18th North Carolina en twee kanonnen van Latham’s Battery in de aanval. De aanval van de 18th werd afgeslagen. Toen de 18th en 37th samen aanvielen werd Martindales eenheid vrijwel vernietigd. De 44th New York verloor 25 % van zijn effectief en hun vlag telde 44 kogelgaten.
Toen Porter op de hoogte gebracht werd van de gevechten, stuurde hij de 9th Massachusetts en de 62nd Pennsylvania ter versterking. De Zuidelijke slaglinie kon deze druk niet weerstaan en moest zich terugtrekken.

## Gevolgen
McClellan eiste de gevechten rond Hanover Court House opnieuw op als een glorieuze overwinning op de vijand. De werkelijkheid zag er minder romantisch uit. De Noordelijken hadden dankzij hun overwicht de strijd gewonnen, hoewel er langs beide zijden foute inschattingen gemaakt werden. Het was ook nooit de bedoeling van de Zuidelijken om de Noordelijken te bedreigen. De wegen moesten uiteindelijk niet vrijgehouden worden omdat het I Corps van McDowell nooit aankwam. Na de Noordelijke nederlaag in de Eerste slag bij Winchester tegen Thomas Jackson moest het I Corps in de Shenandoahvallei blijven. De Noordelijken verloren ongeveer 355 soldaten terwijl de Zuidelijken 200 doden en 730 gevangenen verloren.